# Yaacov Cahan
Yaacov Cahan o Kahan (hebreo: יעקב כהן, nacido en Slutsk, Bielorrusia, el 26 de junio de 1881 y fallecido en Tel Aviv el 20 de noviembre de 1960) fue un poeta israelí, autor de poemas y narraciones breves, escribió también ensayos y dramas bíblicos. 
Tradujo, entre otros, a Goethe y Heine.
Cahan emigró al entonces Mandato británico de Palestina en 1934.
- Datos: Q2407312
- Multimedia: Yaakov Cahan / Q2407312